# IT-Support
Der IT-Support dient zur Lösung von Hardware- oder Softwareproblemen und bedient sich Hilfsmitteln wie Ticketsystemen oder Callcentern.

## Support-Level
Der IT-Support wird oft hierarchisch organisiert. Üblich sind 3 Support-Level, die üblicherweise als Tiers bezeichnet werden.

### Tier 0 – Self-Service
Selbsthilfe in Form von „Wikis“, „Chatbots“, Digitalen Assistenten oder FAQs erlauben Nutzern ihr Problem selbst zu lösen, ohne den Support zu kontaktieren.

### Tier 1 – First-Level-Support
Der First-Level-Support ist die erste Anlaufstelle für Probleme. Der Kontakt erfolgt entweder über ein Ticketsystem, per E-Mail oder Telefon. Je nach Schwierigkeit des Problems kann es vom First-Level-Support bereits gelöst werden, oder es wird an den Second- oder Third-Level-Support weitergegeben. Der entsprechende Mitarbeiter hat sehr viel Kundenkontakt.
Zum First-Level Support zählen auch der Onsite-Support, der Hardwareaustausch, Diagnose vor Ort, Mobile Devices und direkte Störungsbehebung am Arbeitsplatz des Kunden. Kleinere Softwareprobleme, direkter Kontakt mit den Usern.

### Tier 2 – Second-Level-Support
Der Second-Level-Support erfolgt durch die IT-Spezialisten. Sie sind zuständig für Softwareinstallation und sonstige Probleme, die der First-Level-Support nicht lösen konnte. Zusätzlich sind sie zuständig für die Wartung von IT-Systemen. Die entsprechenden Mitarbeiter sind in der Regel nicht auf direktem Wege telefonisch erreichbar.

### Tier 3 – Third-Level-Support
Der Level 3 Support ist die höchste Stufe in einem hierarchischen 3-stufigen Support-Model. Er ist verantwortlich für die schwierigsten und komplexesten Probleme. Diese Personen sind Experten auf ihrem Fachgebiet und sind nicht nur dafür verantwortlich den Level 1 und 2 Support zu unterstützen, sondern auch für die Erforschung und Entwicklung von Lösungen für neue oder unbekannte Probleme.
Techniker des Level 3 Support haben die gleiche Verantwortung wie Techniker des Second-Level-Supports, wenn es darum geht, den Arbeitsauftrag zu überprüfen und die bereits mit dem Kunden verbrachte Zeit zu bewerten, damit die Arbeit priorisiert und das Zeitmanagement ausreichend genutzt wird. Wenn es überhaupt möglich ist, wird der Techniker daran arbeiten, das Problem mit dem Kunden zu lösen, da sich herausstellen kann, dass die Techniker vom First Level Support und/oder vom Second-Level-Support einfach nicht die richtige Lösung gefunden haben. Wenn jedoch neue Probleme auftreten, muss das Tier-3-Personal zunächst entscheiden, ob es das Problem lösen soll oder nicht, und benötigt möglicherweise die Kontaktdaten des Kunden, damit der Techniker ausreichend Zeit hat, das Problem zu untersuchen und eine Lösung zu finden. Es ist typisch, dass ein Entwickler oder jemand, der den Code oder das Backend des Produkts kennt, der Tier-3-Support-Mitarbeiter ist.
Dieses Level 3 Support Team kann den Code und die Daten mit Hilfe der Informationen von First und Second Level Support analysieren.
In einigen Fällen kann das Problem durch den Third-Level-Support nicht gelöst werden. Solche Probleme werden auch an die ursprünglichen Entwickler zur eingehenden Analyse geschickt. Wenn festgestellt wird, dass das Problem gelöst werden kann, ist diese Gruppe dafür verantwortlich, eine oder mehrere Vorgehensweisen zu entwerfen und zu entwickeln, jede dieser Vorgehensweisen in einer Testfallumgebung zu evaluieren und die beste Lösung für das Problem zu implementieren. Sobald die Lösung verifiziert ist, wird sie an den Kunden ausgeliefert und für zukünftige Fehlerbehebungen und Analysen zur Verfügung gestellt.

## Teilprozesse beim First-Level-Support

### Problemerfassung
Bei der Problemerfassung werden die Angaben des Kunden und die Beschreibung des Problems aufgenommen. Dies sollte möglichst gut dokumentiert werden, damit unnötige Nachfragen beim Kunden vermieden werden und ein nahtloser Übergang bei der Abgabe an die nächste Support-Stufe erfolgen kann.

### Problemklassifikation
Das Problem kann man auf zwei Arten klassifizieren: Die erste ist die Einordnung in eine Problemkategorie. Dabei werden drei Kategorien unterschieden: Hardware, Software und Service. Die zweite Klassifizierung erfolgt nach Priorität des Problems. Dabei werden im Regelfall verschieden viele Prioritätsstufen (3–5) unterschieden; die Spannweite reicht von unproblematisch bis geschäftskritisch.